# 渋谷沢兆
渋谷 沢兆（しぶや たくちょう、1930年（昭和5年）4月10日 - ）は日本の作曲家。熊本県出身。文教大学講師。諸井三郎、清瀬保二に師事する。多くの歌曲、校歌を作曲する。また、日本コロムビアで、学芸レコードの制作にも携わる。

## 作品
- 弦楽四重奏「ピアノプレリュードアルバム」
- ないしょのはなし
- 南の島の子守歌
- 北海盆歌の主題と変奏
- 練馬区立南が丘中学校校歌
- 川越市立名細中学校校歌
- 三島市立長伏小学校校歌
- 三島市立山田中学校校歌
- 越谷市立鷺後小学校校歌
- 越谷市立光陽中学校校歌
- 清水町立南中学校校歌
- 越谷市立平方中学校校歌

| スタブアイコン | サブスタブ | この項目は、まだ閲覧者の調べものの参照としては役立たない、音楽関係者（バンド等）に関連した書きかけの項目です。この項目を加筆・訂正などしてくださる協力者を求めています（P:音楽/PJ:芸能人）。 |